# Giuseppe Saragat
Giuseppe Saragat (n. 19 septembrie 1898, Torino, Italia – d. 11 iunie 1988, Roma, Italia) a fost un politician italian, președinte al Italiei, în funcție în perioada 29 decembrie 1964 – 29 decembrie 1971.